# Jehan Bagnyon
Jehan Bagnyon ou Jean Bagnyon est un juriste, un historien et un homme politique, né en 1412, à Croy, une commune du canton de Vaud. À cette époque le district faisait encore partie intégrante du duché de Savoie.

## Biographie
Bachelier ès lois, citoyen de Lausanne, il commence sa carrière comme conscindic (syndic) de la cité de Lausanne, mais une mauvaise gestion des finances de la cité le contraint à s'installer à Genève.
En 1478, il est l'auteur du Rommant de Fierabras le géant paru à Genève.
Le 18 janvier 1481 il est choisi par la cité de Lausanne « pour faire avancer et soumettre à consultation la question de l'union » avec la ville inférieure.
En 1486, il rédige un traité en latin — Tractatus de et super libertatibus, franchesiis, preeminenciis ac exemptionibus a subjectione dominiorum temporalium eminentis fructifere et solaciose civitatis Gebennarum, (Traité de et sur les libertés, franchises, prééminences et exemptions de la sujétion des dominations temporelles de l'éminente, féconde et délectable cité de Genève), probablement le plus ancien ouvrage de droit laïc imprimé en Suisse romande  — dans le but de défendre les libertés de la ville de Genève et prouver qu'elle ne dépendait pas du duc de Savoie mais que ses habitants étaient sujets de l'évêque. Ce traité ne fut imprimé que quelques années après sa rédaction, peut-être en 1493. Il reçut la bourgeoisie de Genève en récompense de son labeur en faveur des libertés genevoises dans l'affaire des subsides de 1486-1487.
En 1489, il édite sa principale œuvre, une Histoire de Charlemagne parue à Lyon et qui lui avait été commandée dès 1465 par le chanoine Bolomier, des chapitres de Lausanne et Genève, futur confesseur du duc Philibert Ier de Savoie (1465-1482). Cette somme est une synthèse romanesque de vieilles chansons de geste, elle fut plusieurs fois rééditée jusqu'au XIXe siècle. La geste du géant Fierabras avait fait l'objet en 1478 d'une édition à part.
Jehan Bagnyon apparaît comme un véritable conteur talentueux avec un récit structuré et une unité nette autour du sujet principal, sans digressions. Le merveilleux est moins présent et les questions morales plus approfondies dans le commentaire desquelles il montre sa maîtrise de la rhétorique. En tant qu'humaniste, il se référence souvent à la tradition antique et cite souvent la Bible.